# 1984 (David Bowie)
1984 è un brano musicale del cantautore britannico David Bowie, pubblicato nel 1974 negli Stati Uniti come singolo tratto dall'album Diamond Dogs.
Composto nel 1973, il pezzo si ispira al romanzo 1984 di George Orwell e, come gran parte dell'album, era stato originariamente inteso per un musical basato sul romanzo stesso, che non fu mai prodotto in quanto la vedova di Orwell, Sonia, negò il suo permesso non concedendo i diritti.

## Il brano

### Musica e testo
Punto cruciale della seconda facciata del vinile originale, nel contesto dell'adattamento di Bowie del romanzo di Orwell, 1984 è stata interpretata come la rappresentazione dell'imprigionamento e dell'interrogatorio di Winston Smith da parte di O'Brien. Il testo della canzone possiede inoltre qualche somiglianza con una delle prime composizioni di Bowie, il brano All the Madmen, presente in The Man Who Sold the World («They'll split your pretty cranium and fill it full of air»).
La sonorità wah-wah della chitarra presente in 1984 viene spesso associata a Theme from Shaft (1971) di Isaac Hayes. Suonata da Alan Parker, si tratta di una delle rare occasioni nell'album Diamond Dogs dove Bowie non esegua lui stesso la parte solista di chitarra. Le influenze funk e soul presenti nella traccia sono state citate come una evidente anticipazione del cambio stilistico di Bowie che si sarebbe pienamente concretizzato nel suo album successivo, Young Americans.

### Registrazione e pubblicazione
1984 venne dapprima registrata durante le sessioni in studio per l'album Aladdin Sane. La canzone debuttò in pubblico, in medley con Dodo (intitolata in origine You Didn't Hear It From Me), con il titolo 1984/Dodo, durante lo speciale tv The 1980 Floor Show, registrato a Londra il 18–20 ottobre 1973. Una versione in studio di 1984/Dodo venne incisa in quel periodo, ma rimase inedita fino alla sua inclusione nel cofanetto Sound + Vision del 1989. Questa fu l'ultima incisione di Bowie insieme a Mick Ronson, Trevor Bolder e al produttore Ken Scott ai Trident Studios di Londra.
In aggiunta al medley 1984/Dodo, Dodo e 1984 furono inoltre incise separatamente, Dodo come nastro demo nel settembre 1973 e 1984 durante le successive sessioni di Diamond Dogs quell'inverno.  Solamente 1984 venne inclusa nell'album Diamond Dogs, mentre Dodo rimase inedita fino all'inclusione come bonus track nella ristampa della Rykodisc dell'album nel 1990.
La versione finale di 1984 risultò essere più veloce e funky rispetto alla versione in medley e, come affermato dall'esperto di Bowie, Nicholas Pegg, divenne "una scelta ovvia per un singolo se mai ce ne fosse stata una". Tuttavia, il brano venne pubblicato su 45 giri (PB 10026) soltanto negli Stati Uniti, in Giappone, e in Nuova Zelanda, dove non entrò in classifica. La traccia aprì i concerti del "Diamond Dogs Tour" nel 1974 ma non venne più eseguita dal vivo a partire dal 1975.

## Formazione
- David Bowie: voce solista
- Warren Peace: cori
- Alan Parker: chitarra
- Mike Garson: pianoforte
- Tony Visconti: arrangiamento archi
- Herbie Flowers: basso
- Tony Newman: batteria

## Esecuzioni dal vivo
- Una versione dal vivo risalente al 1974 venne inclusa nell'album David Live.
- Una versione dal vivo in studio di 1984 registrata nel novembre 1974 è stata inclusa nel DVD The Dick Cavett Show: Rock Icons.
- Una versione live del settembre 1974 (precedentemente disponibile nel bootleg A Portrait in Flesh) è stata ufficialmente pubblicata nel 2017 in Cracked Actor (Live Los Angeles '74).

## Cover
- Tina Turner reinterpretò la canzone nel suo album Private Dancer del 1984. Nel medesimo anno, la Turner fu la cantante ospite nel brano Tonight incluso nell'omonimo album di David Bowie.